# Henry MacLeod Havergal
Henry MacLeod Havergal (* 21. Februar 1902 in Evesham; † 13. Juni 1989 in Edinburgh) war ein schottischer Dirigent und Musikpädagoge.

## Leben und Werk
Havergal studierte von 1920 bis 1924 am St John’s College in Oxford. Zudem war er Schüler von Donald Francis Tovey an der University of Edinburgh.
Von 1924 bis 1933 lehrte Havergal am Fettes College in Edinburgh, von 1933 bis 1936 am Haileybury College und von 1937 bis 1945 an der Harrow School sowie von 1945 bis 1953 am Winchester College. Seit 1953 leitete Havergal die Royal Scottish Academy of Music in Glasgow bis zu seiner Pensionierung 1969. 1973 nahm Havergal als über Siebzigjähriger das Angebot an, die School of Music in Jamaica zu leiten.
1958 erhielt Havergal die Ehrendoktorwürde der Universität Edinburgh.